# グロモフ・ハウスドルフ収束
数学においてグロモフ・ハウスドルフ距離（英: Gromov-Hausdorff distance）とは、デビット・エドワードによって1970年代によって導入された形状に関する差だけ取り出し、距離空間の間の差を測る距離である。後にミハイル・グロモフによって再発見された。
グロモフ・ハウスドルフ距離によって定義される収束がグロモフ・ハウスドルフ収束である。

## グロモフ・ハウスドルフ距離

### 定義
（空でない）距離空間 X、Y にたいし、X と Y の間のグロモフ・ハウスドルフ距離と呼ばれる非負の実数（または無限大）DH(X , Y ) を2つの方法で定義する。 
等長埋め込みによる定義
DH(X , Y ) := inf{dH(f (X ), g(Y )) : M は距離空間、f :X →M , g :Y →M は等長埋め込み} 
ε-関係による定義
関係 R ⊆ X ×Y が
1. (x0 , y0) , (x1 , y1) ∈ R ⇒ | d(x0 , x1) - d(y0 , y1) | ≤ ε
2. πX (R) = X , πY (R) = Y

を満たすとき全域的なε-関係という。これを使うと、DH(X , Y ) を以下のように定義できる。
{\displaystyle D_{\rm {H}}(X,Y):={\frac {1}{2}}\inf\{\epsilon >0:} 全域的なε-関係 {\displaystyle R\subseteq X\times Y} が存在。{\displaystyle \}}
このふたつの DH(X , Y ) は一致する。グロモフ・ハウスドルフ距離は距離空間の間の拡張擬距離になる。
さらに Y を距離空間 X の完備化としたとき、DH(X , Y ) = 0 が成り立つのでグロモフ・ハウスドルフ距離は有界な完備距離空間の間の距離となる。
以下空間は完備距離空間のみ考える。

### 性質
- X , Y が距離空間のとき {\displaystyle {\frac {1}{2}}|{\rm {dia}}(Y)-{\rm {dia}}(X)|\leq D_{\rm {H}}(X,Y)\leq {\rm {max}}\{{\rm {dia}}(X),{\rm {dia}}(Y)\}}。
- X , Y がコンパクトな距離空間のとき DH(X ,Y ) = 0 ⇔ X = Y。

## グロモフ・ハウスドルフ空間
全てのコンパクトな距離空間の等長同型類にグロモフ・ハウスドルフ距離を入れた空間をグロモフ・ハウスドルフ空間という。
グロモフ・ハウスドルフ空間は完備で可分であり測地的でさえあるが、一般に固有ではなく、どのような部分空間がコンパクト（ないし全有界）になるかは重要な問題である。このことに関する一例が後述のグロモフのコンパクト性定理により与えられる。

## グロモフ・ハウスドルフ収束
距離空間の列 {Xn}n∈ N がグロモフ・ハウスドルフ距離の意味で距離空間 X に収束してるとき、{Xn}n∈ N は X にグロモフ・ハウスドルフ収束（（英: Gromov-Hausdorff convergence））してるといい、X を {Xn}n∈ N のグロモフ・ハウスドルフ極限（（英: Gromov-Hausdorff limit））という。

### 基点付きグロモフ・ハウスドルフ収束
基点付き距離空間の列 {Xn , pn}n∈ N が基点付き距離空間 (X , p ) に基点付きグロモフ・ハウスドルフ収束（（英: pointed Gromov-Hausdorff convergence））してるとは、任意の r > 0 について {\displaystyle \{{\overline {B}}(p_{n},r)\}_{n\in {\mathbb {N} }}} が {\displaystyle {\overline {B}}(p,r)} にグロモフ・ハウスドルフ収束してることをいう。
有界な距離空間への収束については基点付きグロモフ・ハウスドルフ収束はグロモフ・ハウスドルフ収束より強い条件になっている。
更に測度距離空間に関する（基点付き）グロモフ・ハウスドルフ収束も定義され活発に研究されている。

### 例と性質
| 列を構成する空間                   | 有界 | 固有 | コンパクト | 可分 | 弧長 | 測地 | 固有かつ測地 |
| ---------------------------------- | ---- | ---- | ---------- | ---- | ---- | ---- | ------------ |
| グロモフ・ハウスドルフ極限         | ◯    | ◯    | ◯          | ◯    | ◯    | ×    | ◯            |
| 基点付きグロモフ・ハウスドルフ極限 | ◯    | ◯    | ◯          | ◯    | ◯    | ×    | ◯            |

- (Sm , d ) をm次元単位球面としたとき、{Sm , n·d }n ∈ N はグロモフ・ハウスドルフ収束しないが、m次元ユークリッド空間 Em に基点付きグロモフ・ハウスドルフ収束している。

## グロモフの（プレ）コンパクト性定理（幾何学）
グロモフ・ハウスドルフ収束に関する最も基本的な結果がグロモフ・ハウスドルフ空間のある部分集合が全有界（プレコンパクト）であることを主張する下記のグロモフのコンパクト性条件（英: Gromov's compactness criterion）である。
定理を述べる前に空間の列に関する概念を一つ定義しておく。
一様にコンパクト
コンパクト距離空間の族 {Xλ}λ ∈ Λ が一様にコンパクトとは２つの条件
1. {dia(Xλ)}λ ∈ Λ が有界。
2. 任意の実数 ε >0 にたいし、ある自然数 Nε >0 が存在し各 Xλ は高々 Nε >0 の 半径 ε の球体で覆うことが出来る。

が共に満たされるときに言う。
グロモフのコンパクト性条件
コンパクト距離空間の列 {Xn}n ∈ N が一様にコンパクトのとき、ある部分列が存在し、コンパクト距離空間にグロモフ・ハウスドルフ収束する。

このことから直ちに基点付きグロモフ・ハウスドルフ収束についても同様のことが言えることが分かる。
これの応用である次の定理やその類型がグロモフのプレコンパクト性定理（英: Gromov's compactness theorem）と呼ばれている。
グロモフのプレコンパクト性定理
M(m , c , D) を直径が高々D でリッチ曲率が下からc で抑えられるようなm 次元完備リーマン多様体（の同型類）全体とする。このとき M(m , c , D) はグロモフハウスドルフ空間の中で全有界（言い換えると閉包がコンパクト）。

## 応用
グロモフ・ハウスドルフ収束はグロモフによる多項式増大度を持つ有限生成群は概冪零（指数有限な冪零群を持つ
）ことを主張する グロモフの多項式増大度定理の証明の中で最初に現れた。グロモフの証明で鍵となったのは、多項式増大群の（距離を調整した）ケーリーグラフの基点付きグロモフ・ハウスドルフ収束に関するコンパクト性定理であった。
グロモフのコンパクト性定理はリーマン多様体の収束理論という一大分野の基本定理をなし、測度距離空間に関する一般化やその類型が盛んに研究されている。
グロモフ・ハウスドルフ距離はコンピュータグラフィックスや計算幾何学において、異なる図形の間に対応を付けるのに使われている。
特別な場合としてグロモフ・ハウスドルフ収束に非常に類似した概念が 大偏差原理で使われている。